# Herbert Kapplmüller
Herbert Kapplmüller (* 1941 in Linz) ist ein österreichischer Kostüm- und Bühnenbildner.

## Leben
Kapplmüller absolvierte ein Germanistikstudium in Salzburg und Wien. An der Akademie der Bildenden Künste Wien studierte er bei Joannis Avramidis Bildhauerei, bei Gustav Hessing Malerei und bei Lois Egg Bühnenbild.
Neben seinen Professuren und Dozententätigkeiten für das Mozarteum Salzburg, die Universität Wien sowie die Hochschule für Fernsehen und Film München,  entwirft Kapplmüller Kostüme und Bühnenbilder für nationale und internationale Festspiele, Theater und Opernhäuser, sowie Filme.
Er ist mit der Musikdramaturgin und Regisseurin Lisa Stumpfögger verheiratet und lebt in München und Berlin.

## Arbeiten an der Wiener Staatsoper
- Friedrich Cerha: Der Rattenfänger, Bühnenbild (3 Vorstellungen 1987)
- Alban Berg: Wozzeck, Bühnenbild und Kostüme (43 Vorstellungen 1987–2014)
- Ernst Krenek: Kehraus um St. Stephan, Bühnenbild (6 Vorstellungen 1990)
- Richard Wagner: Das Rheingold, Bühnenbild und Kostüme (34 Vorstellungen 1992–2006)
- Richard Wagner: Die Walküre, Bühnenbild und Kostüme (48 Vorstellungen 1992–2006)
- Richard Wagner: Götterdämmerung, Bühnenbild und Kostüme (26 Vorstellungen 1993–2006)
- Richard Wagner: Siegfried, Bühnenbild und Kostüme (30 Vorstellungen 1993–2006)

## Auszeichnungen
- 1983: Kainz-Medaille
- 2001: Europäischer Kulturpreis Pro Europa